# Cristian Paz
Cristian Paz (ur. 24 kwietnia 1995 w Lomas de Zamora w prowincji Buenos Aires, Argentyna) – argentyński piłkarz, grający na pozycji obrońcy.

## Kariera piłkarska

### Kariera klubowa
Karierę piłkarską rozpoczął w 2014 w Temperley. 2 lutego 2017 został wypożyczony do Karpat Lwów. Nie rozegrał żadnego meczu i po zakończeniu sezonu 2016/17 zmienił klub na CA San Miguel.